# Maurits Coppieters
Pour les articles homonymes, voir Coppieters.
Maurits Coppieters (14 mai 1920, Saint-Nicolas - 11 novembre 2005, Deinze) était un homme politique belge.
Coppieters a étudié l'histoire et le droit. Pendant la Seconde Guerre mondiale, il a émergé comme un objecteur de conscience aux travaux. Il est devenu une autorité morale dans le Mouvement flamand d'après-guerre. Il fut Président du Vlaamse Volksbeweging (VVB) de 1957 à 1963.
Coppieters déploya sa carrière politique à la Volksunie. En 1996, il fonde avec Norbert De Batselier le mouvement Sienjaal, en vue d'une combinaison de toutes les forces progressistes en Flandre.
- Commissaire de l'Alliance des scouts catholiques (VVKS)
- Membre de la Chambre des représentants de Belgique (1965-1971)
- Sénateur (1971-1979)
- Député européen (1979-1981)
- Président du Conseil de la Communauté culturelle néerlandaise (1977-1979), le précurseur du Parlement flamand.

Il est le fondateur du Centre Maurits Coppieters.